# Heilige Dreifaltigkeit (Waidhaus)

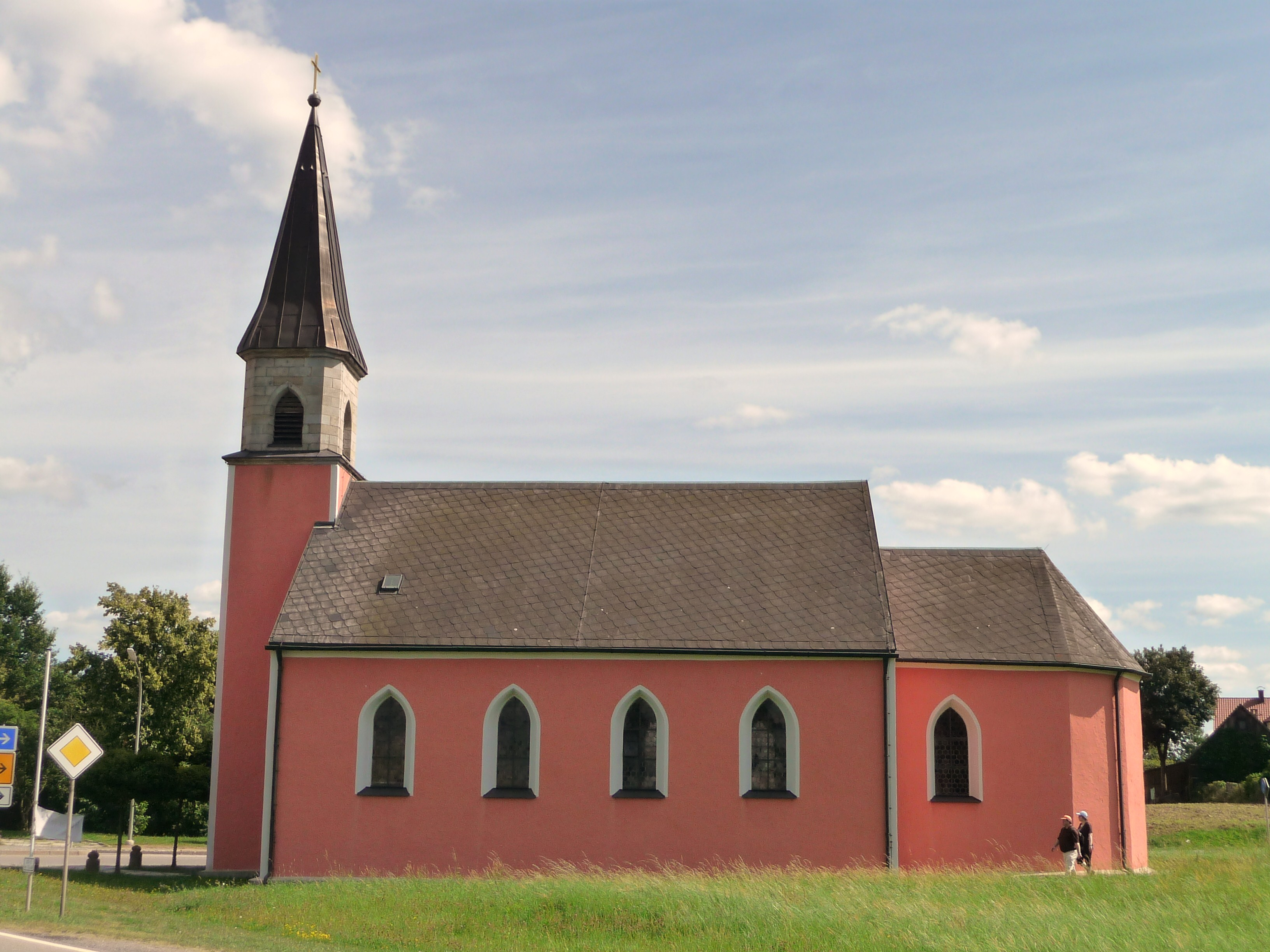
Heilige Dreifaltigkeit (Waidhaus)

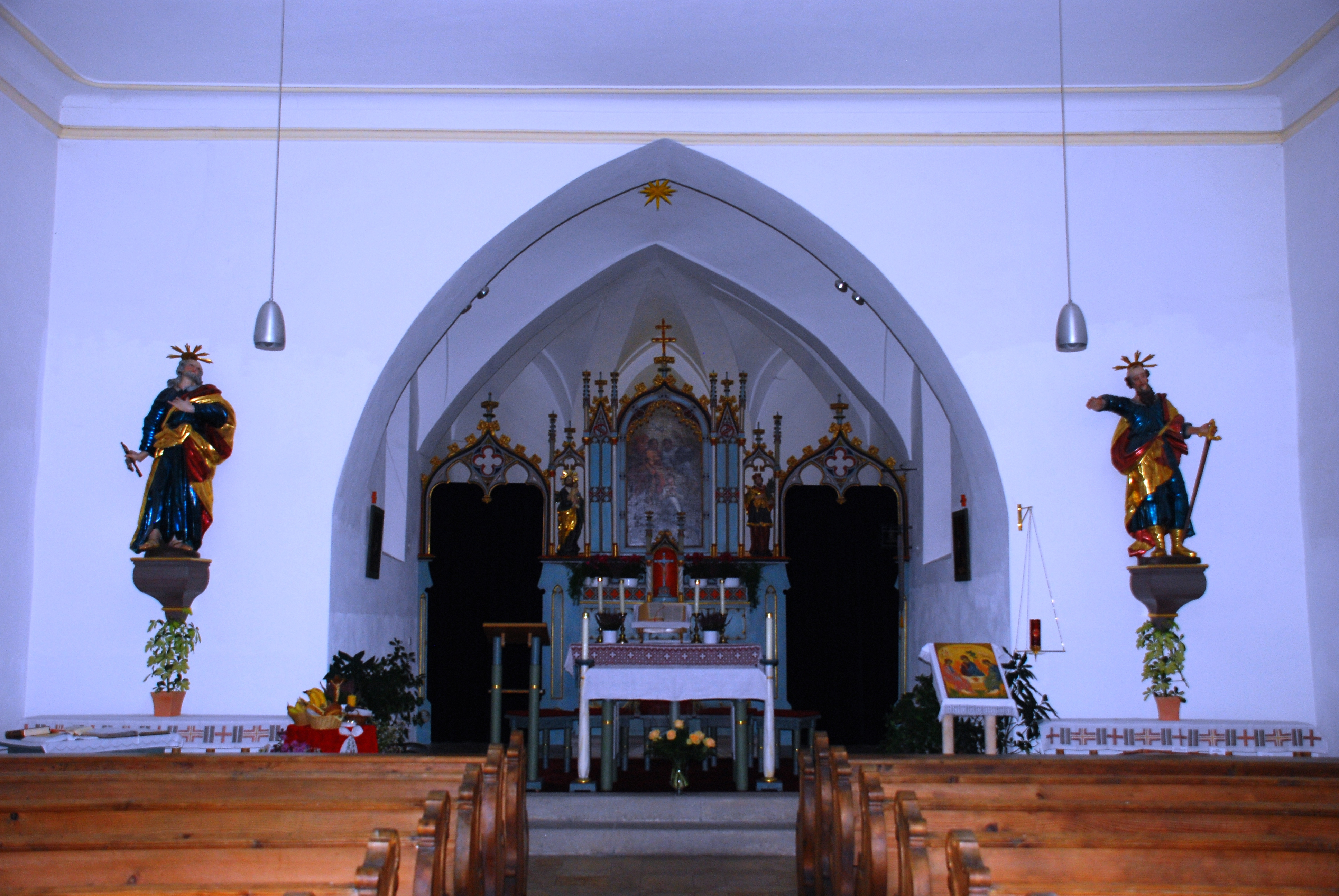
Innenansicht

Die römisch-katholische, denkmalgeschützte ehemalige Filialkirche Heilige Dreifaltigkeit,  seit 2004 ökumenische Autobahnkirche, steht am südwestlichen Ortsrand von Waidhaus, einem Markt im Landkreis Neustadt an der Waldnaab in der Oberpfalz. Die Kirche gehört zum Bistum Regensburg. Das Bauwerk ist unter der Denkmalnummer D-3-74-164-3 als Baudenkmal in die Bayerische Denkmalliste eingetragen.

## Beschreibung
Die neugotische Saalkirche wurde 1851–58 unter Einbeziehung von Teilen des Vorgängerbaues von 1814 erbaut. Sie besteht aus einem Langhaus, das mit einem Satteldach bedeckt ist, einem eingezogenen Chor mit Fünfachtelschluss im Südwesten und einem Kirchturm im Nordosten, der mit einem spitzen Helm bedeckt ist.